# Basses de Can Dimoni
Les basses de Can Dimoni són al mig de la plana agrícola del delta del Llobregat, dins el terme municipal de Sant Boi de Llobregat. Amb una superfície de 31 ha. han estan protegides com a zona d'especial protecció per a les aus (ZEPA) i formen part del conjunt dels espais naturals del delta del Llobregat. Són tres basses amb una fondària considerable a causa del seu origen que és antròpic, fruit de les extraccions d'àrids durant la dècada de 1970. Es localitzen enmig d'una zona d'horta, força transformada pel pas de diverses infraestructures i l'aparició d'alguns tallers i petites indústries als darrers anys. Aquesta zona humida forma part de l'espai de la Xarxa Natura 2000 (ES0000146 "Delta del Llobregat").
La ciutat de Sant Boi i el seu terme municipal amb a prop de 22 km², estan sobre dos paisatges fortament contrastats: la muntanya amb cims i turons molt coneguts com ara el Montbaig amb l'ermita de Sant Ramon al seu cim; i el delta del Llobregat, zona coneguda com la Marina. És en aquest darrer espai on hi ha les basses de Can Dimoni. La Marina de Sant Boi, és a dir la part santboiana del delta del Llobregat, és un paisatge dominat per l'horitzontalitat de la seva orografia, dominat per la presència de l'aigua en canals, regadores i pluvials i dominat per una agricultura dinàmica i que en el seu moment va donar lloc al naixement de la Fira de la Puríssima.
El delta té una extensió aproximada de 97 km², emmarcats a l'est per Montjuïc, la serra de Collserola al nord i el Garraf-Ordal al nord-oest i ponent. Al sud el delta resta obert a la Mediterrània. Les basses estan formades per tres estanys o sots i prenen el nom de la veïna masia de Can Dimoni.
En l'actualitat, el paisatge agrari tradicional que avui podem contemplar a Can Dimoni com en els seus entorns, ha anat perdent pes, reduint-ne la superfície i fins i tot desapareixent en molts llocs del delta, com pot ser a la Marina de l'Hospitalet o zones del terme del Prat. És per aquest motiu que la zona agrícola de Sant Boi forma part del Parc Agrari del Baix Llobregat, figura que pretén preservar-la.
El cas de les basses, amb una extensió de 31 hectàrees, és singular, ja que aquestes també es troben protegides com a lloc de refugi per a l'avifauna. Són zona d'especial protecció per a les aus, o zona ZEPA (és un dels principals punts de dormida d'ardeids de tot el delta), i formen part de la Xarxa Natura 2000 de la Unió Europea i dels Espais Naturals del Delta del Llobregat. La seva singularitat ve reforçada pel fet que es tracta de l'únic espai natural situat en plena zona agrícola del delta.
En aquests les basses formen part dels Espais Naturals del Delta del Llobregat, juntament els espais naturals del riu, l'estany de la Ricarda, l'estany del Remolar, la Murtra i la zona dels Reguerons.
El cas de les basses és singular pel fet que aquestes no són d'origen natural com altres espais de la zona. Són fruit de l'activitat humana, de fet d'un impacte al medi. Fins a la dècada de 1970, aquest espai eren camps d'horta i verdura, com els que hi ha al seu voltant. A partir d'aquella dècada va començar l'extracció de sorres i graves (àrids) del subsòl agrícola. Per extreure els àrids era necessari treure tota la capa de sòl agrícola fins a arribar als dipòsits de graves i sorres, els quals en el seu moment havien estat dipositats pel riu Llobregat i les rieres que anaven formant el delta. Aquests materials eren cobejats pel món de la construcció.
Habitualment un cop buidat el subsòl de graves, els sots originats que podien tenir vuit o més metres de profunditat, eren reomplerts amb deixalles de la construcció (materials inerts, és a dir, que no es descomponen, ni originen episodis de contaminació), en substitució de les graves. A la pràctica, per desgràcia, s'hi abocaven altres residus precisament no inerts amb els consegüents perills que això suposava per a l'aqüífer. Això es feia sense cap control ni registre del material abocat.

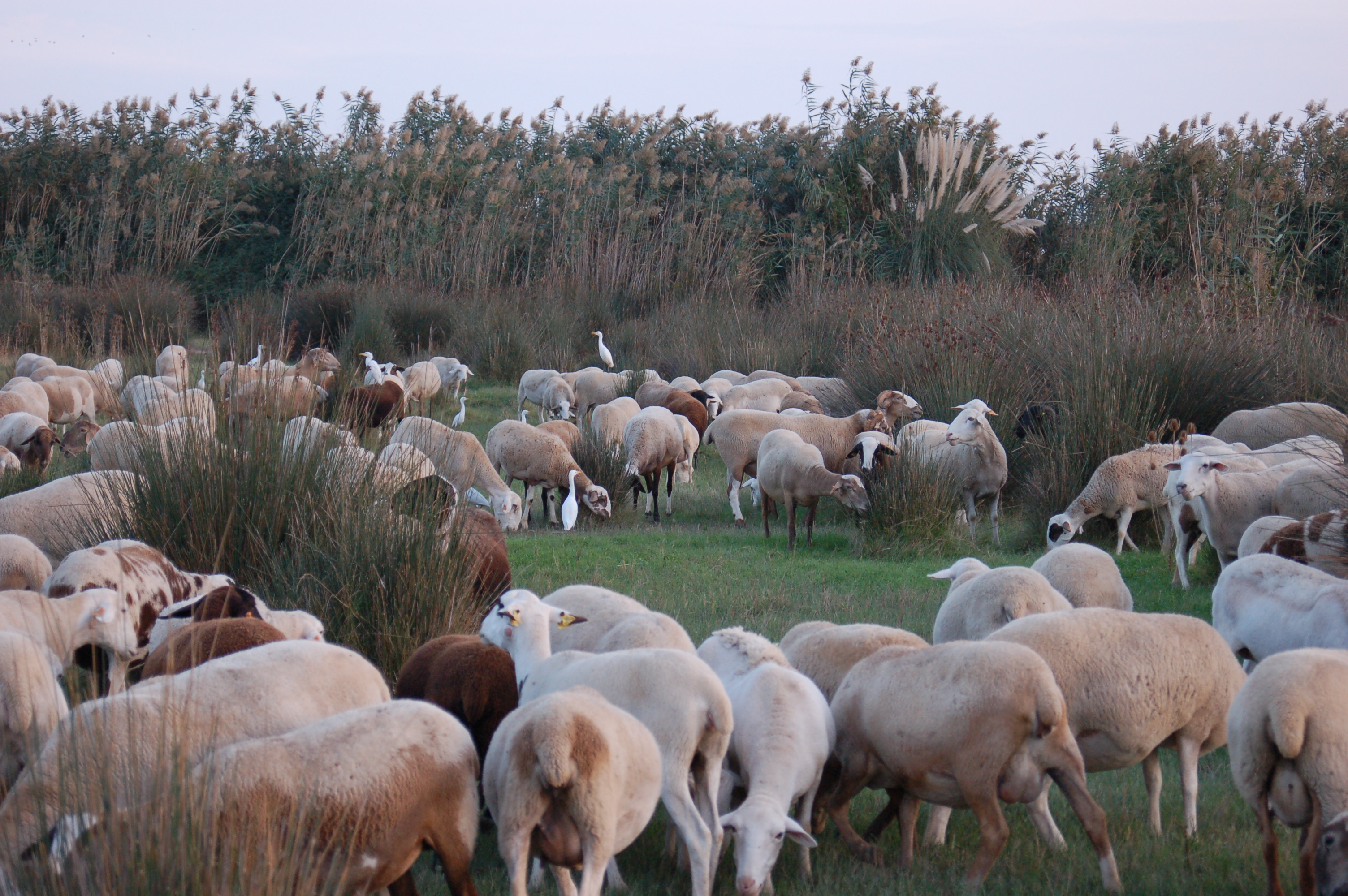
Xais pasturant junt amb esplugabous a Can Dimoni

L'aigua que podeu veure a les basses procedeix de l'aqüífer superficial, situat a poca distància del terra que trepitgeu. L'extracció de graves es feia sovint amb aquests grans sots plens d'aigua, aigua que flueix contínuament i que pot presentar oscil·lacions segons siguem en un any plujós o en un any de sequera.
A nivell vegetal hi proliferen espècies lligades a la presència de l'aigua en major o menor intensitat com pot ser la boga (Typha angustifolia), que creix dins l'aigua. A continuació ens apareix el canyís (Phragmites australis), amb peus tocant a l'aigua. Després hi ha, ja fora d'aigua, els joncs (Juncus acutus), els tamarius (Tamarix gallica) o els salzes (Salix alba).
A nivell faunístic hi ha algunes espècies d'ocells aquàtics destacant l'ànec collverd (Anas platyrhynchos) com també les polles d'aigua (Gallinula chloropus), les fotges (Fulica atra) nedant al mig de la bassa o per les seves vores. També hi són presents ocells com els bernats pescaires (Ardea cinerea) o els esplugabous (Bubulcus ibis'') acompanyant els ramats de xais. Les basses de Can Dimoni són el principal lloc de dormida de martinets menuts (Ixobrychus minutus) de tot el delta del Llobregat.
La zona experimenta diversos impactes derivats de la sobrefreqüentació (deixalles, abocaments de runes, alliberament d'espècies exòtiques -tortugues de Florida, etc.-), caça i pesca furtives, cremes de vegetació, etc. Les aigües presenten un
grau d'eutrofització elevat i estan sotmeses a risc de contaminació i a la sobreexplotació dels aqüífers. El sistema
canalitzat de drenatge d'aigües Bonyidor-Fonollar-Riera Roja passa pel límit est d'aquest espai.
La zona disposa d'un itinerari amb aguait, zona de pícnic, aparcament amb serveis i petita caseta d'informació. S'utilitza
com a espai per a l'educació ambiental, sobretot d'escolars.